# Bob Wright
Para el el jugador de béisbol, véase Bob Wright (béisbol). Para otras personas llamadas Robert Wright, véase Robert Wright (desambiguación).

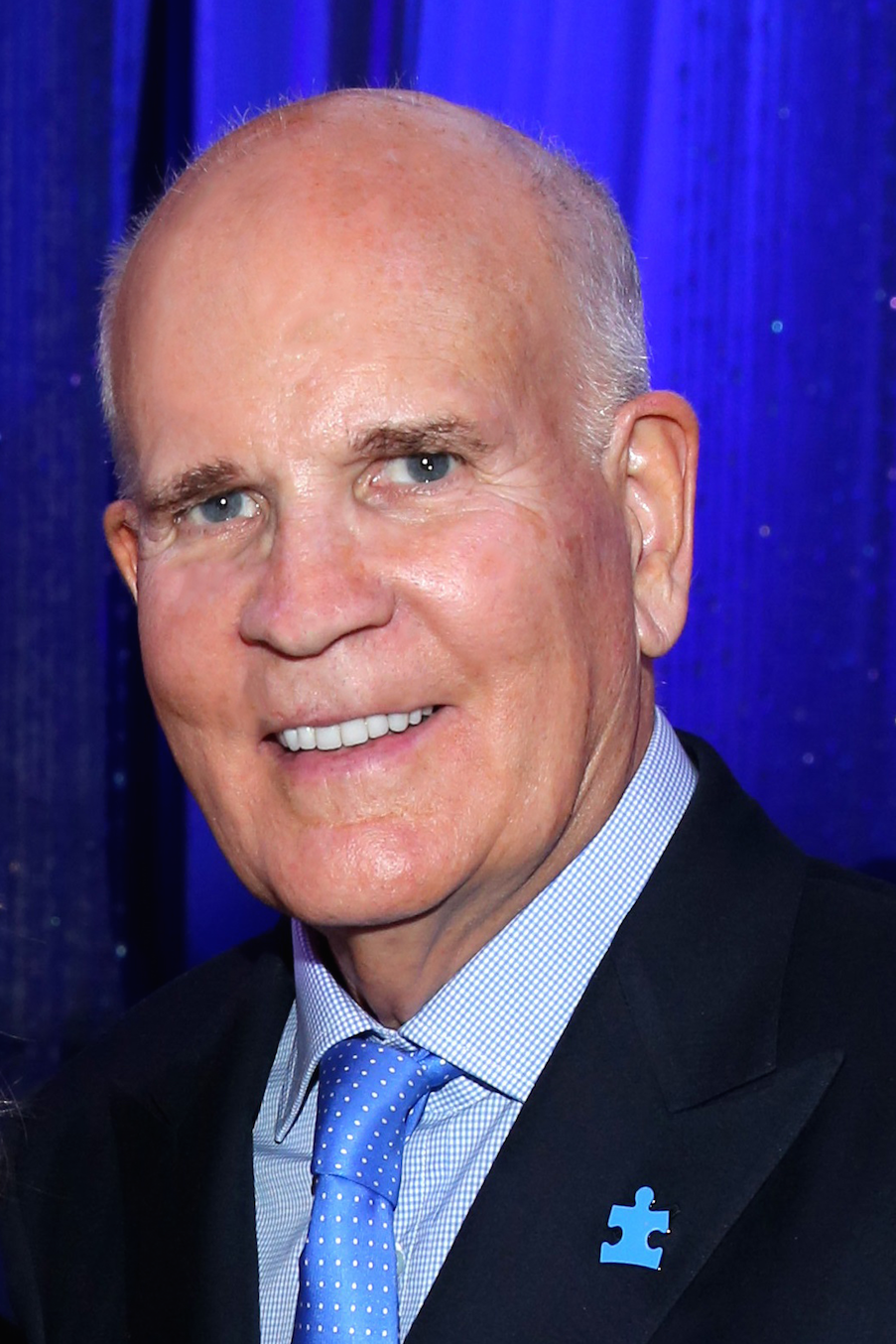

Robert Charles "Bob" Wright (nacido en 1943) fue un empresario de la televisión estadounidense, quien anteriormente sirvió como presidente de NBC Universal. Graduó de la Chaminade High School y del College of the Holy Cross, y obtuvo una LLB de la Facultad de Derecho de la Universidad de Virginia.
Fue nombrado como el presidente y director ejecutivo de la National Broadcasting Company (NBC) en 1986 por el nuevo jefe de General Electric, Jack Welch. mayo de 2004, General Electric adquirió Vivendi Universal Entertainment para crear NBC Universal; Wright, quien organizó la operación, fue nombrado como el presidente y director ejecutivo de la nueva compañía. En febrero de 2007, Wright, después de 21 años, fue reemplazado por Jeff Zucker, quien fue nombrado como el presidente y CEO de NBC Universal. Wright permaneció como el presidente de la compañía de comunicación hasta mayo de 2007 y como el vicepresidente de GE hasta mayo de 2008.
Wright tuvo una de las tenencias más largas y exitosas de cualquier ejecutivo de una compañía de comunicación. Bajo su liderazgo, NBC se transformó de una cadena simple a una potencia mundial en los medios de comunicación, con liderazgo en programación televisiva, propiedad de estaciones, y producción televisiva. En el primer año de Wright con la NBC, la cadena contaba con ingresos estadounidenses de $2,600,000,000. En 2006, su último año al frente, los ingresos de la empresa habían crecido a $16,200,000,000. Durante el mandato de Wright, NBC fue la empresa más acertada de GE, disfrutando un crecimiento anual de dos dígitos.
Entre sus logros, Wright diversificó NBC con el lanzamiento de cadenas de cable, como CNBC y MSNBC y las adquisiciones de tales canales como Bravo y Telemundo. Cuando adquirió VUE en 2004, Wright añadió a la compañía el estudio de películas Universal Pictures, varios parques temáticos, y los canales de cable USA Network y Syfy.
Antes de tomar la presidencia de la NBC en 1986, Wright era el presidente de GE Financial Services, y antes de eso, era el presidente de Cox Cable Communications. Antes de eso, tuvo una carrera diversificada en dirección general, marketing, y difusión, en gran parte con GE. A partir de mayo de 2008, está sirviendo como el jefe de Fusiones y Adquisiciones en los Medios de Comunicación en Thomas Lee Equity.
Después de que su nieto fue diagnosticado con el autismo en 2004, él y su esposa, Suzanne, crearon una fundación llamada Autism Speaks, que es actualmente la mayor organización que representa a las familias y las personas con autismo en los Estados Unidos, y tiene filiales en el Reino Unido, Canadá, y Catar. Sus tres hijos Katie, Chris, y Maggie residen en Nueva York. (Hasta 2008, Bob y Suzanne eran residentes de Southport (Fairfield), Connecticut, donde habían vivido durante 25 años.)